# Vlag van South Dakota
De vlag van South Dakota toont het met gele stralen omringde zegel van de staat op een hemelsblauw veld. Om de stralen staan de woorden: South Dakota - The Mount Rushmore State ("South Dakota, De staat van Mount Rushmore").
De hoogte-breedteverhouding van de vlag is 2:3.

## Geschiedenis
South Dakota werd in 1889 een Amerikaanse staat, en dat jaar werd het uit 1885 stammende zegel voor het laatst gewijzigd. De eerste vlag werd in 1909 aangenomen en toonde aan de voorkant een gele zon (naar het lied South Dakota Is the Sunshine State) en aan de achterkant het zegel. In 1963 werden de elementen op beide zijden samengevoegd en ontstond de huidige vlag. Wel vermeldde de vlag tot 1992 The Sunshine State in plaats van The Mount Rushmore State. Dit werd veranderd omdat de term Sunshine State vooral gebruikt wordt om Florida aan te duiden.
| Vexillologisch symbool voor een buiten gebruik gestelde vlag · Vexillologisch symbool voor een tweezijdige vlag, waarvan de zijden ongelijk zijn | Vexillologisch symbool voor de keerzijde van een tweezijdige vlag | Vexillologisch symbool voor een buiten gebruik gestelde vlag |